# Bruno Lohse
Pour les articles homonymes, voir Lohse.
Bruno Lohse, né le 17 septembre 1911 à Düingdorf-Buer et mort le 19 mars 2007 à Munich, est un marchand d'art allemand. Membre des SS pendant la guerre, il participa activement au pillage des collections juives en France. 

## Biographie
Bruno Lohse étudie à l'Université de Berlin l'histoire de l'art, la philosophie et la culture germanique dans les années 1930. Il se rend ensuite en France et reçoit son diplôme de l'école des beaux-arts de Francfort. 
Il rejoint le parti nazi en 1937. Il est, avant et durant la Seconde Guerre mondiale, l'homme de confiance d'Hermann Goering dans ses recherches d'œuvres d'art.
Il fut l'une de ses chevilles ouvrières au sein de l'Einsatzstab Reichsleiter Rosenberg à Paris.
Il ouvre ensuite une galerie à Herford.
En mai 2007, deux mois après sa mort, plusieurs tableaux dont une toile de Camille Pissarro, Le Quai Malaquais et l'Institut (1903), furent découverts dans le coffre no 5 de la banque zurichoise Zürcher Kantonalbank. Ce coffre était loué par une fondation créée par Lohse, domiciliée au Liechtenstein sous le nom de  Schönart Anstalt.